# Мурадели, Вано Ильич
Вано́ Ильи́ч Мураде́ли (арм. Վանո Իլիայի Մուրադյան, груз. ვანო ილიას ძე მურადელი; настоящее имя — Ива́н Ильи́ч Мура́дов (Ованес Мурадян); 24 марта (6 апреля) 1908, Гори — 14 августа 1970, Томск) — советский композитор и дирижёр. Народный артист СССР (1968). Лауреат двух Сталинских премий второй степени (1946, 1951).

## Биография
Иван Мурадов родился 24 марта (6 апреля) 1908 года в Гори Тифлисской губернии Российской империи в армянской семье.
Будучи уроженцем того же города, что и Иосиф Сталин, в молодости был ревностным сталинистом. Изменил свою фамилию на грузинский манер, чтобы приблизить её по звучанию к фамилии Джугашвили. Кроме того, переиначил своё имя на грузинский лад и самоидентифицировал себя как грузина.
Писал в воспоминаниях, что в возрасте пяти лет говорил только по-грузински.
Московские современники воспринимали его в зрелом возрасте как грузина.
В 1925—1926 годах учился в музыкальном техникуме Тифлиса. В 1931 году окончил Тифлисскую консерваторию (класс композиции Сергея Бархударяна и Владимира Щербачёва, класс дирижирования Михаила Багриновского).
В 1929—1931 годах работал актёром и композитором Тифлисского передвижного театра, в 1931—1934 годах — музыкальным руководителем Театра рабочей молодёжи (ТРАМ) и Драматического театра имени К. Марджанишвили. Также выступал как дирижёр.
В 1934—1938 годах обучался в Московской консерватории имени П. И. Чайковского, класс композиции Николая Мясковского и Бориса Шехтера.
С 1938 по 1939 год был ответственным секретарём Союза советских композиторов СССР. Тогда же начал активную творческую деятельность: писал музыку к песням и спектаклям, в частности, к спектаклю «Честь» (1938) Камерного театра Таирова, посвятил ряд кантат Сталину («Вождю», «Кантата о Сталине», «Песня-здравица»), а Симфонию № 1 — памяти Сергея Кирова. Отдавал предпочтение вокальному творчеству разных жанров, от монументальной героической оперы до лирической песни. С 1939 года также работал в кино, автор музыки к игровым и документальным фильмам.
С 1939 по 1948 год был членом президиума оргкомитета Союза советских композиторов СССР, возглавлял Музыкальный фонд СССР при ССК СССР. В 1942—1944 годах во время Великой Отечественной войны служил начальником и художественным руководителем Центрального ансамбля краснофлотской песни и пляски ВМФ СССР, с которым выступал на фронтах и флотах. Член ВКП(б) с 1942 года.
Член правления ССК СССР с 1948 года. Получил широкую огласку в связи с постановлением Политбюро ЦК ВКП(б) Об опере «Великая дружба» от 10 февраля 1948 года, в котором он наряду с Сергеем Прокофьевым, Дмитрием Шостаковичем и рядом других композиторов был причислен к формалистам. После смерти Иосифа Сталина и выхода в печать Постановления ЦК КПСС от 28 мая 1958 года об исправлении ошибок в оценке оперы «Великая дружба» и ряда других произведений был восстановлен на работе в Союзе композиторов СССР.
В 1958—1960 годах — заместитель председателя оргкомитета, а с 1960 года — секретарь правления Союза композиторов РСФСР. В 1959—1970 годах — председатель правления Московского отделения СК РСФСР. Секретарь правления Союза композиторов СССР с 1968 года.
В марте 1966 года подписал письмо тринадцати против реабилитации Сталина.
Автор мемуаров «Из моей жизни» (1970), а также рецензий и статей по вопросам советской музыкальной культуры.
Умер 14 августа 1970 года в Томске. Похоронен в Москве на Новодевичьем кладбище (участок № 7, надгробие — Н. Никогосян).

### Семья
- Отец — Илья Петрович Мурадов (Мурадян; 1864—1944), рабочий винокуренного завода, участник подпольной социал-демократической организации Грузии, неоднократно подвергавшийся арестам и ссылкам.
- Мать — Елена Захаровна Мурадова, крестьянка, домохозяйка[10][11][12].
- Жена — Наталья Павловна Мурадели (в девичестве Шиловцева, 1894/1896—1978), актриса МХАТа 2-го, где выступала вместе с братом Константином Шиловцевым (1900—1947), который после разгона театра перешёл в Центральный театр Красной армии[10][13][14].

## Творчество
Мурадели — автор ряда опер, оркестровых и вокально-симфонических сочинений, музыки к кинофильмам, однако наибольшую известность ему принесли песни (более 200).

### Сочинения
- Оперы — «Великая дружба» (1947, либретто Г. Мдивани), «Октябрь» (1961, либретто В. Луговского)
- Оперетты — «Девушка с голубыми глазами» (1966) «Москва-Париж-Москва» (1968, премьера на сцене Ростовского театра музыкальной комедии, постановка в Московского театра оперетты (1970)[15])
- Балет «Зоя Космодемьянская»
- Симфония № 1 (памяти С. Кирова, 1938)
- Симфония № 2 Ре мажор (1944, переработана в 1945)
- Для симфонического оркестра — Грузинская симфоническая пляска (1936)
- Кантаты — Поэма-кантата «Вождю» (1939) «Кантата о Сталине» (1939) «Песня-здравица» в честь Сталина (сл. О. Колычёва, 1941) «Четверть века золотого» (сл. Н. Верховского, 1942) «Путь победы» (сл. А. Суркова, 1950) «Навеки вместе» (1959) песня-кантата «С нами Ленин» (1960)
- Увертюры — Торжественная увертюра к 50-летию Молотова (1940) «Праздничная» (1969)
- Музыкальная сказка «Заветное слово» (1966)
- Для солистов, хора и оркестра — «Песня о победе» (сл. А. Суркова, 1945) «Песня о Берия» (1946) Хоровая сюита (к открытию ВСХВ в Москве, сл. О. Колычёва, Л. Кондырева, В. Гурьяна, 1954)
- Для солистов, хора и оркестра — Гимн Ленинграду (сл. Н. Верховского, 1944) «Песня о Берия» (1946) «Поэма свершений» (сл. А. Суркова, 1961)
- Для голоса и фортепиано — вокальный цикл «Горийские песни» (1946)
- Для голоса и симфонического оркестра — ария «Орёл» (сл. народные, 1939) «Песнь о великом певце» (сл. А. Сальникова, 1949)
- Для духового оркестра — «Марш ополченцев» (1941) марши: Черноморский (1942) Победный (1946) Фанфарный (1951)
- Для ксилофона и фортепиано — Грузинский танец (1968)
- Для фортепиано — Танец (1969) Шесть пьес (1969)
- Для голоса и фортепиано — Четыре грузинские песни (сл. С. Кучишвили и собств., 1935) Шесть романсов на сл. А. Пушкина (1937) Горийские песни (сл. народные, О. Иоанисяна, А. Гаямова, Симеона, сына Хрымпе, А. Исаакяна, О. Туманяна, О. Шираза, Овнатяна, 1945) цикл на сл. А. Софронова (1969) романсы на сл. А. Твардовского, С. Капутикян, Л. Ошанина, А. Сальникова, Э. Иодковского и др.
- Для хора — Сюита (сл. А. Сальникова, 1949) «Ответ на послание Пушкина» (сл. А. И. Одоевского, 1950) Десять музыкальных картин (сл. М. Р. Садовского, В. Викторова, В. Семернина, 1967)
- Для вокального квартета и хора — «Огни коммунизма» (сл. B. Винникова, 1964)
- Для солистов и хора — композиция «День в пионерском лагере» (сл. М. Садовского, 1969)

#### Песни
- «Вы не суйтесь, самураи» (1938)
- «Комсомольская-дальневосточная» (1938)
- «Амурская краснофлотская» (сл. Ц. Солодаря, 1938)
- «Четыре товарища» (сл. М. Исаковского, 1938)
- «Братья» (сл. А. Глущенкова, 1939)
- «Боевая комсомольская» (сл. В. Винникова, 1941)
- «Марш ополченцев» (сл. А. Галицкого, 1941)
- «Мы в море уходим» (сл. В. Лебедева-Кумача, 1941)
- «Мы фашистов разобьём» (сл. C. Алымова, 1941)
- «Песня о друзьях» (сл. А. Ойслендера, 1942)
- «Жди меня» (сл. К. Симонова, 1942)
- «Два товарища» (сл. А. Ойслендера, 1943)
- «Нас воля Сталина вела» (1945)
- «Гимн международного союза студентов» (сл. Л. Ошанина, 1949)
- «Гимн Москве» (сл. А. Коваленкова, 1947)
- «Москва — Пекин» («Русский с китайцем — братья навек…», сл. М. Вершинина, 1950)
- «Едем мы друзья» (сл. Э. Иодковский, 1952)
- «Легендарный Севастополь» (сл. П. Градова, 1954, с 1994 — гимн города Севастополя)
- «Поля России» (сл. А. Коваленкова, 1955)
- «Сердечная песенка» (1955)
- «Расцветай, Сибирь!» (сл. Э. Иодковского, 1956)
- «Дружба всего дороже» (сл. Э. Иодковского, 1956)
- «Жизни солнечной навстречу» (сл. Л. Ошанина, 1957)
- «Марш Ленинского комсомола» (сл. Л. Кондырева, 1958)
- «Журавли» (1958)
- «Московская песня» (сл. М. Вершинина, 1959)
- «Бухенвальдский набат» (сл. А. Соболева, 1959)
- «Не грусти» (сл. Я. Халецкого, 1960)
- «Воспоминания об Алжире» (1960)
- «Новый стрелочник» (1960)
- «Моя Россия» (сл. Н. Дубкова, 1961)
- «Песня журналистов» (сл. А. Левикова, 1962)
- «Сердечная песенка» (сл. С. Острового, 1962)
- «Марш космонавтов» («Я — Земля!») (сл. Е. Долматовского, 1963)
- «На Марсе будут яблони цвести» (сл. Е. Долматовского, 1963)
- «Слава партии Ленина» (сл. М. Вершинина, 1964)
- «Он и она» (1964)
- «Посидим, помолчим» (сл. Я. Халецкого, 1965)
- «Время, вперед» (сл. М. Вершинина, 1965)
- «Солдат невидимого фронта» (сл. В. Харитонова, 1965)
- «Неизвестный солдат» (сл. В. Харитонова, 1966)
- «Может быть» (сл. Э. Уразбаевой, 1966)
- «Доброе утро, Россия» (сл. В. Пухначёва, 1966)
- «Путь Октября» (сл. В. Фирсова, 1966)
- «Есть у революции начало» (сл. Ю. Каменецкого, 1967)
- «Ночной дозор» (сл. В. Харитонова, 1968)
- «Береги своё счастье» (сл. Е. Савинова, 1968)
- «Комсомол» (сл. М. Вершинина, 1968)
- «Я повстречал тебя» (сл. Н. Самарина, 1969)
- «Ветераны» (сл. С. Смирнова, 1969)
- «Ленин в Шушенском» (сл. Ю. Каменецкого, 1969)
- «Дружно все живём» (сл. М. Садовского, 1969)
- «Город над Томью» (сл. В. Пухначёва, 1970) «Марш пограничников», «Молодость моя».
- Песни для солиста и хора (свыше 100):
  - «Песня о Ленине» (сл. А. Коваленкова, 1954)
  - Хоровая сюита для тенора и хора, «Маршал Буденный» (сл. А. Гатова, 1938)
  - «Песня доваторцев» (сл. К. Карамзина, 1942)
  - «Партия — наш рулевой» (сл. С. Михалкова, 1952)
  - «Украина и Россия» (сл. А. Коваленкова, 1953)
  - «Пионерский костёр», «Марш советских патриотов», «Марш советских студентов» (сл. Э. Иодковского, 1953), «Пионерская спортивная» (сл. П. Градов)
  - «Мирные люди» (песня польско-советской дружбы)
  - «Песня борцов за мир» (сл. В. Харитонова, 1950)
  - «Песня молодёжи» (сл. С. В. Михалкова, 1953)
  - «Марш молодёжи мира» (сл. В. Харитонова, 1955)
  - «Дружба всего дороже» (1957)
  - «Россия — Родина моя» (сл. В. Харитонова, 1959)
  - «Космонавты» (1962)
  - «Звезда Вьетнама», «Пионеры в Кремле»
- Хоры, обработки народных песен.
- Музыка к спектаклям московских драматических театров:
  - «Честь» Г. Д. Мдивани (1938, Камерный театр Таирова)
  - «Приказ по фронту» Г. Д. Мдивани (1941, Московский ТЮЗ)
  - «Гаити» У. Дюбуа (1953, Московский театр драмы и комедии)
  - «Баня» В. В. Маяковского (1953, Театр Сатиры)
  - «Белый лотос» Шудраки (1956, Московский драматический театр имени А. С. Пушкина)
  - «Одна ночь» Б. Л. Горбатова (1957, Малый театр)
  - «Дали неоглядные» Н. Е. Вирты (1957, Театр имени Моссовета) и др.

### Композиторская фильмография
- 1939 — Комендант Птичьего острова
- 1940 — Гибель «Орла» (совм. с Д. С. Блоком)
- 1941 — Боевой киносборник № 6 («Ненависть»)
- 1948 — Слон и муравей (мультфильм)
- 1955 — Случай с ефрейтором Кочетковым
- 1955 — Шарф любимой
- 1956 — Крылья (фильм-спектакль)
- 1958 — Лавина с гор
- 1959 — Насреддин в Ходженте, или Очарованный принц
- 1963 — Мечте навстречу (совм. с Э. Н. Артемьевым)
- 1963 — Октябрь (фильм-спектакль)
- 1964 — Сокровища республики
- 1967 — Железный поток
- 1968 — Далеко на западе (совм. с В. А. Дехтерёвым)
- 1982 — Любимые песни (короткометражный) (совм. с др.)
- 1989 — Ты помнишь наши встречи… (короткометражный) (совм. с др.)

Участие в фильмах
- 1955 — Случай с ефрейтором Кочетковым — эпизод
- 1964 — Голубой огонёк-1964 (фильм-спектакль)
- 1967 — Фестиваль джаза (документальный)

## Интересные факты
Василий Соловьёв-Седой однажды заметил композитору:
— Вано, ты не композитор.
— Почему же, Вася, я не композитор?
— Потому что фамилия — Мурадели. Вместо «ми» у тебя «му», вместо «ре» — «ра», вместо «до» — «де», вместо «ля» — «ли». Ты же, Вано, не попадаешь в ноты!

## Песня «Возьмём оружье, граждане»
Осенью 1941 года Вано Мурадели и поэт Яков Хелемский получили задание срочно создать песню защитников Отечества к первому антифашистскому митингу молодёжи в Колонном зале Дома союзов. За один день были написаны музыка и стихи к песне «Возьмём оружье, граждане».
После выступления на митинге, где песня была исполнена впервые, Мурадели выехал на фронт. Там, на передовой, в сорока километрах от Вязьмы, в расположении кавалерийского соединения песня прозвучала второй раз — в исполнении композитора.
В связи с резко ухудшившейся обстановкой на фронте в районе Вязьмы, фронтовой бригаде, в составе которой был Мурадели, пришлось срочно возвращаться в Москву. Часть, в расположении которой проходило его выступление, попала в окружение. Судьба песни не сложилась — она осталась безвестной:

…так вышло, что она никогда больше не публиковалась и не исполнялась — дело в том, что ни у Хелемского, ни у меня не сохранился авторский экземпляр, партитура тоже затерялась. Так что песня как бы тоже «пропала без вести».— В. Мурадели
В 1969 году поисковая экспедиция газеты «Труд» проводила раскопки братской могилы в полутора километрах от деревни Большое Шевнино Холм-Жирковского района Смоленской области с целью идентификации и перезахоронения останков советских солдат времён войны. Среди найденных в могиле вещей был свёрнутый, слежавшийся газетный листок. Криминалистам удалось частично восстановить текст — на листе газеты от 2 октября 1941 года были напечатаны слова и ноты песни «Возьмём оружье, граждане».
Отчизна кличет каждого.
На подвиг боевой
Возьмём оружье, граждане,
И долг исполним свой.
Узнав о находке летом 1970 года, Мурадели решил восстановить партитуру песни и, собрав хор и оркестр, исполнить её у памятника советским воинам в посёлке Холм-Жирковский, где были захоронены останки 70 воинов, найденных в братской могиле. Но через три недели его не стало.
С помощью Якова Хелемского и сотрудников музыкальной редакции журнала «Кругозор» партитура песни была восстановлена, и после рассказа Хелемского о её судьбе она снова прозвучала в Колонном зале Дома союзов.

## Награды и звания
- Заслуженный деятель искусств РСФСР (1948).
- Заслуженный деятель искусств Кабардино-Балкарской АССР (1953).
- Народный артист РСФСР (1957)[19].
- Народный артист Грузинской ССР (1968).
- Народный артист СССР (19.09.1968)[20].
- Сталинская премия второй степени (1946) — за симфонию № 2 ре мажор
- Сталинская премия второй степени (1951) — за песни «Гимн Международного союза студентов», «Москва — Пекин», «Гимн Москве», «Нас воля Сталина свела», «Песня борцов за мир»
- Орден Ленина (1967)[21].
- Орден Трудового Красного Знамени (1960) — в связи с декадой осетинского искусства и литературы в Москве.
- Медаль «За доблестный труд в Великой Отечественной войне 1941—1945 гг.»
- Медаль «В память 800-летия Москвы».